# 地理志
地理志，记述一个地区自然和人文方面的地理状况及其历史演变过程的专志。以某一特定的区域为对象，全面系统地记述阐明该区域地理环境及其与人类活动的关系。

## 簡介
地理志是记载山川地理沿革之书。东汉班固撰《汉书》时沿袭《史记》体例，改《史记》中的“书”为“志”。古史无地理专章，自《史记》撰《河渠书》后，班固独创其体例，将记载典章制度的各篇统名为志，增写“地理志”，记述地方建置沿革。其州国郡县山川夷险时俗之异，经星之分，风气所生，区域之广，户口之数，各有条叙，与古《禹贡》、《周官》所记相埒。按郡国记录汉代行政区划、历史沿革、户口数字、县道、山川河流、神祠及各地区物产、社会风俗等。为研究西汉历史地理的重要史料。

## 史書
其后历代官修史书多所沿用。
- 《漢書》卷二十八为地理志，
- 《後漢書》志第十九至第二十三为郡國志，
- 《晋书》卷十四至卷十五为地理志，
- 《宋書》卷三十五至卷三十八为州郡志，
- 《南齐书》卷十四至卷十五为州郡志，
- 《魏書》卷一百六为地形志，
- 《隋書》卷二十九至第三十一为地理志，
- 《旧唐书》卷三十八至卷四十一为地理志，
- 《新唐书》卷三十七至卷四十三为地理志，
- 《旧五代史》卷一百五十为郡縣志，
- 《新五代史》卷六十为職方考，
- 《宋史》卷八十五至卷九十为地理志，
- 《辽史》卷三十七至卷四十一为地理志，
- 《金史》卷二十四至卷二十六为地理志，
- 《元史》卷五十八至卷六十三为地理志，
- 《明史》卷四十至卷四十六为地理志，
- 《清史稿》卷五十四至卷八十一为地理志。

## 特點
在地方志中，一般把它列在卷首大事之后，其他各专志之前。地方志是记述地方情况的史志，其记述的范围和内容十分广阔，除记述特定地方的山川形势、气候、物产、风土人情外，也记述地区的人物传记等文化历史资料。地理志主要是地方志中记述有关地理的那部分内容。其中有自然地理的知识，也有人文地理的知识。自然地理研究自然条件及其相互之间的关系，包括所辖范围内地理环境的各个要素，诸如地质、地貌、气候、水文、土壤、植物、动物、自然资源，以及其它地理环境。

## 延伸阅读
[在维基数据编辑]
 《欽定古今圖書集成·理學彙編·經籍典·地志部》，出自陈梦雷《古今圖書集成》
 《漢書/卷027上》，出自班固《漢書》
 《漢書/卷027中之上》，出自班固《漢書》
 《漢書/卷027中之下》，出自班固《漢書》
 《漢書/卷027下之上》，出自班固《漢書》
 《漢書/卷027下之下》，出自班固《漢書》